# Бедрено-ребарни мишић врата
Бедрено-ребарни мишић врата (лат. musculus iliocostalis cervicis) је парни мишић трећег слоја задње стране вратне мускулатуре. Локализован је између најдужег мишића главе и врата и задњег скаленског мишића.
Простире се од углова првих 5-6 ребара косо унутра и навише до попречних наставака последња четири вратна кичмена пршљена.
Слично осталим мишићима из трећег слоја вратне мускулатуре, инервисан је од стране задњих грана вратних живаца. Основна функција му се огледа у опружању (екстензији) главе при обостраној контракцији и њеном бочном савијању при унилатералном дејству. Осим тога, он подиже ребра уколико му је тачка ослонца на горњим припојима.